# Lew Wasserman
Lewis Robert (Lew) Wasserman (Cleveland, 22 maart 1913 – Beverly Hills, 3 juni 2002) was een Amerikaanse filmproducent en studiobaas. Van 1962 tot 1990 stond hij aan het hoofd van Universal Studios.

## Carrière

### Beginjaren
Lew Wasserman werd in 1913 in Cleveland (Ohio) geboren als de zoon van Minnie Chernick en Isaac Wasserman, die beide Russische emigranten waren. In 1933 ging hij in een theater in Cleveland als "usher" (iemand die gasten naar hun plaats leidt) aan de slag. Drie jaar later huwde hij met Edith Beckerman, waarna hij een agent werd bij Jules Steins boekingskantoor Music Corporation of America (MCA) in Chicago, waar de meeste uitgaansgelegenheden waar artiesten konden optreden onder controle stonden van de Chicago Outfit.

### Hollywood-agent
Onder invloed van Wasserman begon MCA zich vanaf 1939 naast muzikanten ook te concentreren op het vertegenwoordigen van acteurs en actrices. Aanvankelijk had MCA het moeilijk om zich in Hollywood te vestigen, omdat er grote concurrentie was. Pas in de jaren 1940, na onder meer de overname van het talentenbureau van Leland Hayward, werd MCA ook in de filmindustrie een grote speler. Het bedrijf vertegenwoordigde onder meer Errol Flynn, Bette Davis, Ronald Reagan, Billy Wilder en Alfred Hitchcock. In juli 1950 trokken Wasserman en Stein ook het komisch duo Dean Martin en Jerry Lewis aan.
In 1950 onderhandelde Wasserman voor zijn cliënt, acteur James Stewart, een deal met Universal Studios waarbij de acteur voor de western Winchester '73 niet met een vast bedrag maar wel met een percentage van de winst zou betaald worden. In plaats van een salaris van 200.000 dollar ontving Stewart uiteindelijk een winstdeelname ter waarde van 600.000 dollar. Hoewel deze financiële en fiscale strategie niet nieuw was, wordt de Stewart-deal vaak beschouwd als het symbolisch moment waarop acteurs meer macht en onafhankelijkheid verwierven in de filmindustrie. Om die reden wordt Wasserman soms ook beschouwd als de man die het einde van het het studiosysteem inluidde.

### Studiobaas
In 1962 nam MCA het platenlabel Decca Records over, waardoor het Universal Studios in handen kreeg. De filmstudio werd gekocht voor een bedrag van 11,25 miljoen dollar. Om MCA geen monopolie te bezorgen werd het bedrijf vervolgens verplicht om zijn rol als talentenbureau te schrappen. Vanaf dan begonnen Wasserman en MCA zich volledig toe te leggen op de televisie- en filmindustrie. Op het kleine scherm kende Universal succes met series als Alfred Hitchcock Presents (1955–1965), Kojak (1973–1978), Miami Vice (1984–1990) en Murder, She Wrote (1984–1996). In de jaren 1960 introduceerde de studio ook het pretpark Universal Studios Hollywood.
Hoewel Wasserman al snel veel macht verwierf binnen MCA werd hij pas in 1973, na het pensioen van de toen 77-jarige Jules Stein, officieel voorzitter van het bedrijf. Twee jaar later luidde Universal met Jaws (1975), dat geregisseerd werd door Wassermans protegé Steven Spielberg, ook het begin van het blockbustertijdperk in. Jaws werd een kaskraker, mede door Wassermans opmerkelijke distributiestrategie. Volgens producent Richard D. Zanuck hield Wasserman in eerste instantie het aantal bioscopen die de film mochten vertonen bewust laag om zo lange rijen en wachttijden te creëren. Op die manier ontstond de indruk van een megasucces en wilden nog meer toeschouwers de film zien. Destijds werden de meeste films eerst in New York en Los Angeles uitgebracht alvorens ze in de rest van het land te zien waren en rekenden studio's hoofdzakelijk op goede recensies en mond-tot-mondreclame om mensen naar de bioscoop te lokken. Voor Jaws koos Wasserman voor een nationale release en een marketingcampagne bestaande uit tv-advertenties in primetime. Jaws werd zo de eerste film die een hele zomer lang de box-office domineerde en de eerste film die meer dan 100 miljoen dollar opbracht.

### Einde carrière
Gedurende de jaren 1980 kreeg Universal stevige concurrentie. 20th Century Fox kwam in handen van de rijke zakenman Rupert Murdoch en Paramount Pictures en Columbia Pictures werden overgenomen door mediaconglomeraten als Viacom en Sony. Wasserman op zijn beurt verkocht MCA in 1990 aan het Japanse bedrijf Matsushita. Universal werd overgelaten aan de rijke Bronfman-familie, waardoor Wassermans macht aanzienlijk afnam. In 1995 kwam MCA grotendeels in handen van Seagram, waardoor Wassermans rol binnen het bedrijf nog kleiner werd. Uiteindelijk bleef hij nog tot 1998 lid van de directieraad.

## Politieke relaties
Wasserman stond naast zijn werk als studiobaas ook bekend om zijn politieke connecties. Zo was hij erg goed bevriend met Ronald Reagan, die zijn carrière begon als acteur en cliënt van MCA.  In 1947 installeerde Wasserman de acteur als hoofd van de Screen Actors Guild. Enkele jaren later, in 1952, gaf de organisatie onder leiding van Reagan aan MCA de toestemming om televisieproducties te ontwikkelen. Dit was een controversiële beslissing aangezien MCA een talentenbureau was en zo dreigde een monopolie in handen te krijgen. Eind jaren 1950 werd Reagan voor een tweede keer voorzitter van de Screen Actors Guild en voerde hij een maatregel door die ervoor zorgde dat filmeigenaars geen royalty's hoefden te betalen aan acteurs voor tv-uitzendingen van films die voor 1960 gemaakt waren. MCA had als eigenaar van de grootste filmbibliotheek van Hollywood opnieuw het meeste voordeel bij Reagans maatregel. Ook toen Reagan later carrière maakte binnen de Republikeinse Partij en het tot president van de Verenigde Staten schopte, bleef hij goed bevriend met Wasserman.
MCA verwierf in de jaren 1950 zoveel macht binnen de entertainmentindustrie dat de organisatie de bijnaam "Octopus" kreeg, omdat het in de hele industrie tentakels had die alles naar zich toe trokken. In 1962 startte de Justice Department onder leiding van Robert F. Kennedy een onderzoek op naar de organisatie, om te controleren of MCA het mededingingsrecht naleefde. Uit vrees voor een rechtszaak besloot het bedrijf zijn activiteit als talentenbureau op te geven en zich volop te concentreren op de productie van film en televisie.
De zaak met de Justice Department had Wasserman het belang van politieke connecties doen inzien. Om de belangen van MCA te verdedigen, begon hij in de jaren 1960 via donaties steeds vaker de campagnes van politici te steunen en een politiek netwerk op te bouwen. Wasserman werd een van de grootste donateurs van de Democratische Partij en in 1966 bood Lyndon B. Johnson hem de functie van minister van Economische Zaken aan. Datzelfde jaar installeerde Wasserman de Johnson-vertrouweling Jack Valenti aan het hoofd van Motion Picture Association of America (MPAA). Valenti maakte later de volgende vergelijking: "Als Hollywood de berg Olympus is, dan is Wasserman Zeus."
Wasserman steunde ook de presidentscampagnes van Jimmy Carter en Bill Clinton.

## Eretekens en prijzen
- Jean Hersholt Humanitarian Award (1974)
- DGA Honorary Life Member Award (1975)
- Presidential Medal of Freedom (1995)
- Television Hall of Fame (1996)
- Hollywood Walk of Fame (2007, postuum)

## In populaire cultuur
- In de tv-films Martin and Lewis (2002) en The Reagans (2003) werd Wasserman vertolkt door respectievelijk Stewart Bick en David Eisner.
- In de biopic Hitchcock (2012) werd Wasserman gespeeld door Michael Stuhlbarg.
- In 2005 verscheen met The Last Mogul een documentaire over Wasserman.